# Anne Oterholm
Anne Oterholm (geboren 18. Januar 1964 in Illinois, USA)  ist eine norwegische Schriftstellerin und Literaturkritikerin.

## Leben
Oterholm erwarb einen akademischen Abschluss als Cand. philol. an der Universität Oslo mit Französischer Literatur als Hauptfach.
Ihre ersten beiden Romane zeichnen sich durch einen stilsicheren Minimalismus aus. Erotische Motive kommen vor. Der Roman Avslutningen (1999) ist eher philosophisch ausgerichtet. Tilfeldigvis begjær (2001) ist ein Roman über Begehren und Langeweile. Für Tilfeldigvis begjær war sie 2001 nominiert für den Romanpreis der P2-Zuhörer ebenso wie 2009 für Toget fra Ajaccio, für den sie indes 2010 den Aschehoug-Literaturpreis gewann.
Oterholm war von 2005 bis 2012 Vorsitzende des Norwegischen Schriftstellerverbands Den norske Forfatterforeningen; dessen Vize war sie seit 1999.
Danach wurde sie von 2014 bis 2017 beratendes Beirat-Mitglied in der norwegischen staatlichen Kulturratsbehörde Norsk Kulturrådet sowie seit 2013 hauptberufliche Leiterin des Studiengangs Kreatives Schreiben der Universität Tromsø.
Nach zwanzig Jahren beim Verlag Gyldendal wechselte sie 2015 mit ihrem neuen Roman Liljekonvallpiken zum Verlag Oktober.

## Werke
- Løgnhals (Roman, Oktober, 2018) ISBN 978-82-495-1973-6.[6]
- Liljekonvallpiken (Roman, Oktober, 2015)
- Toget fra Ajaccio (Roman, Gyldendal, 2009)
- Sannheten (Roman, Gyldendal, 2004)
- Etter kaffen (Roman, Gyldendal, 2002)
- Tilfeldigvis begjær (Roman, Gyldendal, 2001)
- Avslutningen (Roman, Gyldendal, 1999)
- Avbrutt selskap (Roman, 1996)
- Ikke noe annet enn det du vil (Roman, 1995)

## Auszeichnungen
- 2010: Aschehoug-Literaturpreis
- 1999: Tanums kvinnestipend
- 1995: Årets debutant

## Belege
1. 1 2  Autorenprofil Anne Oterholm (Memento vom 8. Mai 2015 im Internet Archive) beim Verlag Gyldendal, abgerufen am 16. Oktober 2019 (norwegisch)
2. ↑  siehe Oterholm-Artikel im Store norske leksikon
3. ↑  Den norske Forfatterforening, snl.no, abgerufen am 16. Oktober 2019 (norwegisch)
4. 1 2  At «Fifty Shades» er litteratur, orker jeg ikke å være med på: Anne Oterholm bytter forlag i protest, dagbladet.no vom 19. August 2015, abgerufen am 16. Oktober 2019 (norwegisch)
5. ↑  leder for forfatterstudiet i Tromsø, abgerufen am 16. Oktober 2019 (norwegisch)
6. ↑  'Løgnhals', oktober.no, abgerufen am 17. Oktober 2019 (norwegisch)

| Personendaten    | Personendaten                |
| ---------------- | ---------------------------- |
| NAME             | Oterholm, Anne               |
| KURZBESCHREIBUNG | norwegische Schriftstellerin |
| GEBURTSDATUM     | 18. Januar 1964              |
| GEBURTSORT       | Illinois, Vereinigte Staaten |